# Banco Condal
El Banco Condal va ser una institució financera de Barcelona, hereva de la Banca Rosés, els orígens de la qual es remunten a 1837. Va cessar la seva activitat 1984, després d'haver estat expropiada per l'Estat arran del cas Rumasa.

## Història
La família Rosés va constituir l'entitat en Barcelona, en 1837, com Rosés y Compañía. En 1930 es convertí en societat anònima com a Banca Rosés. En desembre de 1957, després d'un canvi en l'accionariat, es transformà en Banco Condal, amb Enric Santamaria com a president i Francesc Ràfols en la vicepresidència.
En 1965 va obrir la primera agència urbana a Barcelona. En 1966 es va produir un nou moviment accionarial, amb la sortida de Santamaria i Ràfols, que van vendre les seves participacions als socis del grup immobiliari Spai: Manuel Grau Vila, que es va convertir en conseller delegat, i Miquel Vall Bragulat, gendre del llavors alcalde de Barcelona, Josep Maria de Porcioles. Amb ells també van ingressar en el consell d'administració Juan Bartolí, marquès de Foronda; Josep Maria de Muller i d'Abadal, president de la Diputació de Barcelona; Juan Bautista Beltrán Flórez, tinent alcalde de Barcelona; i Guillermo Bueno Hencke, delegat de serveis de l'Ajuntament de Barcelona, que va ser nomenat president del consell. En aquesta època es va considerar al Banco Condal com el braç financer de l'alcalde Porcioles.
A principis dels anys 1970 el Condal va iniciar un període d'expansió. En 1971 va aconseguir un paquet majoritari d'accions del Banco Peninsular de Madrid. En 1973 adquirí el control d'un banco en la República Dominicana -Banco Condal Dominicano-, va promoure sense èxit la creació del Banc de Tarragona i va augmentar la seva xarxa a 16 oficines.
En desembre de 1974 l'empresari José María Ruiz Mateos, avançant-se a Banca Catalana, comprà el Banco Condal, que va passar a formar part del grup de bancs de Rumasa. En els anys següents l'entitat va continuar la seva expasión territorial, comptant amb 89 oficines en 1977.
El 23 de febrer de 1983, el Consell de Ministres del Govern d'Espanya va decretar l'expropiació forçosa de Rumasa, al·legant múltiples irregularitats als bancs i societats del grup. Un any després de la intervenció, les 16 entitats financeres del grup Rumasa van ser reprivatitzades, excepte en el cas del Banco Condal, que es va veure abocat a la desaparició, segons l'Associació Espanyola de Banca Privada, "per la seva complexa estructura i la nul·la complementarietat de la seva xarxa". L'entitat explicava en aquells dies amb 92 oficines, radicades la major part en la província de Barcelona, 836 empleats, 30.201 milions de pessetes en recursos aliens i 59.244 milions en actius. La xarxa d'oficines i la plantilla es va repartir entre una dotzena de bancs privats espanyols: Banesto, Central, Hispano-Americano, Bilbao, Vizcaya, Santander, Popular Español, Sabadell, Pastor, Zaragozano, Herrero i March. El passiu es va repartir entre el Banco de Bilbao (38,2%), Central (30%), Banesto (12,5%), Santander (10%) i Hispano (9,2%). Després del desmembramiento, la personalitat jurídica del banc va quedar extingida l'1 d'agost de 1984.